# Anton Felix Schindler
Anton Felix Schindler (Meedl, 13 giugno 1795 – Bockenheim, 16 gennaio 1864) è stato un musicista e direttore d'orchestra austriaco.

## Biografia
Fu il primo biografo di Beethoven, che conobbe personalmente. La sua Vita di Beethoven, pubblicata a Münster nel 1840 e in seguito ampliata e tradotta in numerose lingue, ebbe grande influenza sulle successive biografie di Beethoven. Curò inoltre un'edizione dei Quaderni di conversazione di Beethoven.
Tuttavia, recenti studi hanno sostanzialmente demolito l'attendibilità di Schindler, dimostrando le falsificazioni che egli apportò ai Quaderni di conversazione, aggiungendo arbitrariamente frasi di suo pugno e, secondo taluni, addirittura distruggendo parti che gli sembravano irrispettose verso lo Stato e la Monarchia. Fu l'inconsistenza degli scritti di Schindler a spingere Alexander Wheelock Thayer a cominciare nel 1850 le ricerche per la sua pionieristica biografia di Beethoven, la prima redatta da uno studioso del compositore. Sfortunatamente, come scrive Maynard Solomon nella sua biografia di Beethoven, molti studiosi accettarono la testimonianza di Schindler come base per interpretare molti aspetti della vita e della musica di Beethoven, tanto che "non sarà facile separare i fatti attendibili dalle sue (di Schindler) manipolazioni".